# هلال كابلان
هلال كابلان (بالتركية: Hilal Kaplan) (ولدت في 15 أغسطس عام 1982 في مدينة إسطنبول)، صحفية وعالمة نفسية تركية.

## السيرة الذاتية
بعد أن تخرجت هلال كابلان من مدرسة الأناضول الثانوية التحقت بقسم علم النفس في جامعة المعلومات وتخرجت منها في عام 2004. وفي عام 2006 بدأت الدراسات العليا في قسم علم الاجتماع في جامعة البوسفور. وعندما واصلت تعليمها هناك كانت تشارك في الأنشطة السياسية إما في المدارس إما في منظمات المجتمع المدني. وفي 27 فبراير عام 2008 نشرت هلال كابلان نص في صيغة بيان تحت عنوان «ليس هناك تفاصيل لأي شئ في موضوع الحرية المشار إلية: فنحن لم نكن طليقي الحرية حتى الآن» وذلك مع إثنين من صديقاتها المحجبات في عشية إلغاء حظر الحجاب في الجامعات.
إن عائلة هلال كابلان التي تدُعى «أصلين تشانكيريلي» قد عاشت في إسطنبول في أعوام 1970. وفي تلك الأثناء قدمت هلال كابلان وأعدت برنامجاً بعنوان «المعارضة ذات المحتوى السياسي» حيث أنه بُث على شاشة قناة «تي في نت». وعلاوة على ذلك قامت بالتعليق في برنامج نقاش يُدعى «ثمانون دقيقة بكل إتجاه» حيث أخرجته زينب بايرام أوغلو على شاشة قناة «أيه خبر». تزوجت هلال كابلان بالصحفي سوحيب أويوت.

## الجرائدالتي عملت بها
•	الحزب
•	الفجر الجديد

## وصلات خارجية
•	صفحة هلال كابلان بجريدة الحزب